# جيل فيانا
جيل فيانا (10 يوليو 1965 - 19 مايو 2020) سياسي برازيلي وعضواً في الشرطة العسكرية في ولاية ريو دي جانيرو.

## حياته
ولد في 10 يوليو 1965 في كامبوس دوس غويتاكازيس. كان فيانا ابن جيل مانهايس فيانا. في عام 1984 انضم فيانا إلى الجيش البرازيلي. في عام 1986 انضم إلى الشرطة العسكرية في ولاية ريو دي جانيرو، حيث ظل هناك لمدة عقدين حتى بداية حياته السياسية، في وقت تقاعده كان فيانا يحمل رتبة رقيب. في عام 2008 ترشح فيانا بنجاح لمجلس مدينة كامبوس دوس جويتاكازيس مسقط رأسه، بدأ فترة عمله عام 2009 وبقي حتى عام 2012. في عام 2012 أعيد انتخاب فيانا عضو مجلس مدينة كامبوس دوس جويتاكازيس، بدأ فترة ولايته الثانية في عام 2013 وانتهت في عام 2016. في عام 2014 ترشح لمنصب في الجمعية التشريعية في ريو دي جانيرو لكنه فشل في الحصول على أصوات كافية لهذا المنصب. في عام 2017 تم ترشيح فيانا لمنصب في الجمعية التشريعية لريو دي جانيرو بعد شغور منصب. في عام 2018 أعيد انتخابه نائبا للدولة، هذه المرة ظل في السلطة من عام 2019 حتى وفاته عام 2020. في وقت وفاته كان فيانا متزوج من أندريا أراوجو كورديرو فيانا ولديه ولدان وبنتان (واحدة متوفاة سابقًا).

## الوفاة
في 19 مايو 2020 توفي فيانا في كامبوس دوس غويتاكازيس عن عمر يناهز 54 عامًا من المضاعفات التي تسبب بها كوفيد 19 أثناء الجائحة في البرازيل.